# Francesco Caccianemici
Pour les articles homonymes, voir Caccianemici.
Ne doit pas être confondu avec Francesco Capelli.
Francesco Caccianemici, né à Bologne, est un peintre italien de la Renaissance qui fut actif au XVIe siècle.

## Biographie
Francesco Caccianemici apprit la peinture dans l'atelier du Primatice qu'il suivit à la cour de François Ier à Fontainebleau. Il travailla également avec Rosso Fiorentino.

## Sources
- (en) Cet article est partiellement ou en totalité issu de l’article de Wikipédia en anglais intitulé « Francesco Caccianemici » (voir la liste des auteurs).